# 2062 아텐
2062 아텐은 근지구 천체 중 아텐 소행성군인 소행성이다.